# Roy Jans
Roy Jans (* 15. September 1990 in Bilzen) ist ein ehemaliger belgischer Radrennfahrer.

## Karriere
Roy Jans gewann das Kattekoers für die irische Mannschaft An Post-Sean Kelly. Dazu wurde er Dritter bei der nationalen Meisterschaft im Straßenrennen der U23. 2013 ging er zur Accent Jobs-Wanty. Anfang 2014 siegte Jans auf einer Etappe der La Tropicale Amissa Bongo und gewann dort noch die Punktewertung. Rang zwei belegte er bei der belgischen Meisterschaft im Straßenrennen hinter Jens Debusschere. In Frankreich errang Jans einen Etappensieg beim Étoile de Bessèges. Im Laufe des Jahres kamen weitere Top-Ten-Platzierungen hinzu. Im Oktober 2016 siegte er beim Nationalen Sluitingprijs. Wenige Tage zuvor wurde er Zweiter beim Münsterland Giro 2016 wie im Jahr zuvor. Zur Saison 2017 wechselte Jans zur Mannschaft WB Veranclassic Aqua Protect. Im Juli des Jahres gewann er das französische Eintagesrennen Grand Prix de la ville de Pérenchies.

## Erfolge
2012
- Kattekoers

2014
- eine Etappe und Punktewertung La Tropicale Amissa Bongo
- Gooikse Pijl

2015
- eine Etappe Étoile de Bessèges

2016
- Nationale Sluitingprijs

2017
- Grand Prix de la ville de Pérenchies

2018
- eine Etappe Circuit des Ardennes

2019
- eine Etappe Tour of Antalya

## Teams
- 2012 An Post-Sean Kelly
- 2013 Accent Jobs-Wanty
- 2014 Wanty-Groupe Gobert
- 2015 Wanty-Groupe Gobert
- 2016 Wanty-Groupe Gobert
- 2017 WB Veranclassic Aqua Protect
- 2018 Cibel-Cebon
- 2019 Corendon-Circus